# Tour Carpe Diem
 Il Tour Carpe Diem è un grattacielo alto 162 metri nel quartiere degli affari di La Défense, nel comune di Courbevoie, nell'area metropolitana di Parigi, in Francia.

## Storia
La prima pietra è stata posata all'inizio del 2011 dall'appaltatore principale BESIX. Completato nel 2013, si trova nel comune di Courbevoie e contiene uffici di varie aziende.
L'edificio è stato nominato vincitore del premio Architizer nel 2015.